# Abdullah Goran

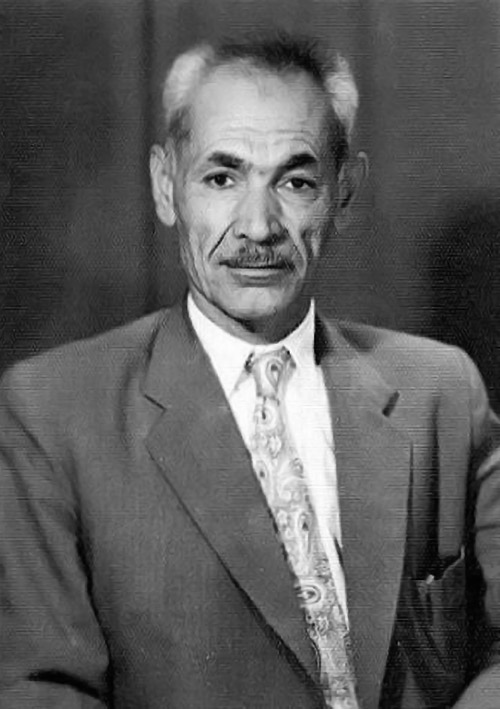
Abdullah Goran

Abdullah Goran, mit vollem Namen ʿAbd-allāh Solaymān Gorān, (* 1904 in Halabdscha, Irak; † 18. November 1962) war ein kurdischer Dichter.
Er vollbrachte zweifellos einen Umbruch in der kurdischen Dichtung und wird auch Vater der modernen kurdischen Literatur genannt. Zu der Zeit hatte die kurdische Dichtung jahrhundertelang fremdes Erbe besonders aus dem Arabischen angesammelt. Goran bereinigte die Dichtung von diesem Einfluss und gab ihr Form, Rhythmus, Sprache und Inhalt, welche auf der kurdischen Realität, Kultur, Natur und Folklore basierten. Das arabische Metrum Urûz, das in der muslimischen Dichtung im Orient oft benutzt wurde, wurde gegen das Metrum der alten kurdischen Volkslieder ausgetauscht. Die arabischen und anderen Fremdwörter wurden aus dem Vokabular entfernt.

## Leben
Geboren wurde Abdullah Goran 1904 in Halabdscha. Er studierte später in Kirkuk. Als sein Vater und älterer Bruder starben, verließ er die Schule und arbeitete als Lehrer für einige Jahre in der Hawraman-Region im Nordosten des Iraks. Als die Alliierten während des Zweiten Weltkrieges in Jaffa eine Radiostation aufbauten, arbeitete Goran dort. Goran war ein aktives Mitglied der Irakischen Kommunistischen Partei und wurde während der irakischen Monarchie mehrmals verhaftet und gefoltert. Bis 1954 war er Herausgeber der Zeitschrift Jîn (Leben). Anfang 1959 wurde er Chefredakteur der Zeitschrift Shafaq (Morgendämmerung), die später in Bayan umbenannt wurde. Im Herbst 1960 wurde er zum Dozenten am Institut für Kurdische Sprache und Literatur an der Universität Bagdad ernannt. Als Mitglied des Irakischen Komitees für Frieden und Solidarität reiste er oft in die Sowjetunion. Er erkrankte an Krebs und starb am 18. November 1962 in Kurdistan.

## Werke
Die dominierenden Themen in Gorans Dichtung sind sein Freiheitsideal und seine Liebe zu Kurdistan, Frauen und zur Natur. Seine Art diese Themen darzustellen, sind einzigartig in der kurdischen Literatur. Hierin und durch andere Aspekte in der Dichtung zeigt sich Gorans Vertrautheit mit der modernistischen Strömung in Europa.
Goran machte drei Phasen in seiner literarischen Laufbahn durch. Dies wird sowohl durch den Inhalt als auch die Form seiner Dichtung deutlich. Am Anfang machte er eine klassische Periode durch, als er in die Fußstapfen seiner Vorgänger trat. Danach machte er eine romantische Periode durch, in der Frauen und Natur seine wichtigsten Themen waren. Er fing an, die traditionellen Muster der Dichtung zu ändern. Charakteristisch war, dass Goran in der Frau die Natur sah und in der Natur die Frau. Dies wird in seinem Gedicht Die Schönheit und die Frau deutlich. In seinen späteren Jahren wechselte Goran zum freien Vers und drückte so seine Verbundenheit zum Kampf seines Volkes für Freiheit und für den Kampf der Arbeiterklasse aus.
Er stellte in seiner raffinierten und innovativen Dichtung die sexuelle Diskriminierung der Frauen und besonders die Ehrenmorde bloß. Er verurteilte dies in seinem Gedicht Berde-nûsêk (Ein Grabstein) scharf und deutlich.
In den späteren Jahren seines Wirkens aber wiegen die politischen Inhalte in den Gedichten schwerer als die ästhetischen Aspekte.
Goran veröffentlichte von Anfang 1930 bis zu seinem Tod seine Gedichte, Artikel und Übersetzungen größtenteils in kurdischen Zeitschriften und Zeitungen. Zu Lebzeiten wurden 1950 zwei Sammelbände namens Behest u yādgār und Fir-mēsk u hunar veröffentlicht.

## Bibliographie
- Behest u yādgār (Paradies und Erinnerung), 1950
- Fir-mēsk u huner (Tränen und Kunst), 1950
- Divan-e Gorān, Bagdad 1980